# Jan Doršner
Jan Doršner (Sarajevo, 1969. – Sarajevo, 2. prosinca 1992.) je bosanskohercegovački športaš slovensko-hrvatskih korijena, kandidat za Olimpijske igre, junak obrane Sarajeva

## Životopis
Rodio se 1969. godine u Sarajevu, kao dijete Slovenca, arhitekta Zorana Doršnera, i Hrvatice, arhitektice Dragice r. Vranić iz Hercegovine.
Po majci Dragici, rođenoj Vranić, baki Ruži i djedu Franji hrvatskih korijena iz Hercegovine. Po ocu Zoranu je slovenskih, nizozemskih i hrvatskih korijena (iz Dubrovnika). Baka Anči, rođena Oblak, podrijetlom je iz Škofje loke i Vrhnike u Sloveniji, a djed Rudolf je po pradjedu Josipu Dorschner podrijetlom Nizozemac, a po prabaki Mariji rođenoj Spiletak je podrijetlom iz Župe dubrovačke.
Od djetinjstva se zanimao za sve. S djedovima Rudolfom i Franjom igrao se stolarskim alatom oko maketa. Volio je čitati knjige. Čitao je usporedno po dvije, tri knjige, od bajki do zahtjevnih djela Joycea, Orwella, Kunder i dr. Još kao dijete osvojio je brojne medalje i pehare na sniježnim olimpijskim stazama Jahorine i Bjelašnice, te poslije i na Vlašiću. Smučarski savez BiH proglasio ga je 1983. godine najperspektivnijim alpincem u BiH. Bio je pobjednik prvenstava Jugoslavije u konkurenciji pionira na Kopaoniku, u Sloveniji na Soriškoj planini i na Pohorju. Na Pohorju je 1987. bio drugi u spustu na juniorskom prvenstvu Slovenije. Sezone 1991./92. bio je član bh. reprezentacije u alpskom skijanju i kandidat za nastup u reprezentaciji bivše Jugoslavije na ZOI 1992. u Francuskoj. Ponajbolji prijatelj, s kojim je bio činio najbojlil dvojac u SK Željezničar bio je Edin Terzić, danas delegat FIS. Često je izostajao Jan iz škole jer je bio na treninzima po ledenjacima u Austriji i na natjecanjima, ali je nadoknađivao zaostatke u školi. Dobro je pamtio i preko noći u tri kalendarska dana spremio je i uspješno polagao ispite. Dopunski je trenirao tenis preko ljeta. Osvojio je interni studentski turnir 1991. godine. S ocem je planinario vikendom do Skakavca i Bukovika, ljeti su osvojili Bobotov kuk na Durmitoru 1982. i vrh Triglava 1983. godine. Doršner se bavio i podvodnim ribolovom. Bio je drugi u plivanju perajama na prvenstvu BiH u podvodnim aktivnostima 1984. u Neumu. On, brat, otac i mati su na regatnoj jedrilici 1989. preplovili Jadran do talijanskog Manfredonijskog zaljeva, pored Palagruže i poluotoka Gargana. Upisao je strojarstvo. Na Strojarskom fakultetu došao je do 3. godine i 17 položenih ispita.
Prvih dana agresije na Sarajevo, Jan, otac Zoran i mlađi brat Ilja prijavili su se u Teritorijalnu obranu Bosne i Hercegovine. Brat mu je danas profesor u Splitu. Brat Ilja, student, bio je u vodu Civilne zaštite na Koševskom brdu, gdje je usprkos mladosti rukovodio i znatno starijima pri uklanjanju ruševina i opravci stanova pa sve do izvlačenja ranjenih s prvih linija obrane grada. Jan je bio stacioniran u bazi Diverzantsko izviđačkog voda na Marindvoru. Roditelji su radnoj obvezi u svojim uredima radili na sanacijskoj dokumentaciji stotina porušenih objekata. Otac Zoran je s vodom CZ Koševskog brda ukupno proveo 116 dana u kopanju rovova, uključujući i i polaganje napojnog 4 KW voda od Tarčina preko Igmana do tunela. Janov mlađi brat Ilja danonoćno je bio u Civilnoj zaštiti i polagao ispite na PMF-u, sve dok ga njegov fakultet pri kraju opsade nije poslao u Italiju da na Institutu u Napulju pripremi diplomski rad u oblasti teorijske fizike visokih energija. Doktorirao je u Delawareu, SAD i usavršavao se na institutima u Italiji i Sloveniji te preuzeo kao katedru za fiziku na PMF-u u Sarajevu. Od 2014. kao izvvanr. profesor predaje na FESB-u u Splitu – u suradnji s CERNOM u Švicarskoj.
Noć prije svoje zadnje akcije Jan prespavao je kod kuće. Navečer mu je postrojba suprotstavila snažnom neprijatelju. Bila je to jedna od odlučujućih bitaka za grad. Palo je skoro stotinu boraca. Sučelili su se protiv devetnaest tenkova pod zapovjedništvom generala i haškog osuđenika Ratka Mladića. Branitelji su pokušali osujetiti pokušaj da kroz Otes i Aziće preko Stupske petlje probiju obrambenu crtu grada. Zbog slabo naoružanih branitelja, crte nisu izdržale, a domaće stanovništvo s djecom kaotično se povuklo. Jan je mlađe drugove uputio u sklonište, a sam je izašao na čistinu noseći ručni protuoklopni bacač M-80 i ispalio raketu na teški tenk T84. "Zolja" je zakazala, jer je bila neispravna, što je bilo kobno po njega. Poginuo je 2. prosinca 1992. godine. Pokopan je sutradan na groblju Sv. Josip. Pokopan je u granatiranjem oštećenu obiteljsku grobnicu. Na grob je obitelj postavila ploču od jablaničkog granita u kojem je uklesan, pored Janovog imena, latinski znak za beskonačnost limes, u simbol na sjećanje na istomenu britansku školsku jedrilicu pored koje je Jan u Polačama na Mljetu 1990. usidrio našu jedrilicu i upoznao se s britanskim kadetima. U grobnu ploču su upisana imena njegove prabake Vide Pinjušić i praujaka Petra. Na počivalištu je ugrađena je i granitna posuda s uvijek zelenom sukulentnom puzavicom. Večeri kad je poginuo, mladi spiker gradskog radija Studio 99 improvizirao je kontaktnu emisiju “Poginuo je Jan vojnik …”. Dva su se sata nizali pozivi slušatelja koji su tih dugih noći bez struje, hrane i vode u opkoljenom gradu uopće imali uključen radio i telefon.

## Nagrade
Ožujka 1993. obnovilo se Slovensko kulturno društvo Cankar i priredilo prve Cankareve dane s kulturnim, umjetničkim i društvenim programom. U suradnji s Teniskim klubom Iskra teen,  organiziran je i Memorijalni teniski turnir, posvećen Janu Doršneru svibnja 1993. na granatama oštećenom školskom igralištu na Koševskom brdu. Urednik športske rubrike Oslobođenja Tomislav Počanić provjerio je tehničko stanje igrališta. Turnir je otvorio predsjednik Počasnog odbora Drago Bozja, okupili se su sarajevski Slovenci – članovi SKD Cankar, predstavnici branitelja, športski prijatelji i sugrađani. Osnivači studentskog teniskog kluba Dragan i Nemanja Hrnjez te Nenad Miletić su ručno prevrtali brojke na improviziranom semaforu. Vijest da se u opkoljenom Sarajevu održao teniski turnir posredstvom RTV BiH i švedske TV obišla je planet. Memorijalni turnir inicirao je oživljavanje teniske škole i stvaranje drugih klubova. Još u ratu je upisan u službeni Kalendar Teniskog saveza BiH. Turnir je postao tradicionalan i na njemu su nastupili poslije uspješni tenisači. Tehnički organizator turnira je TK Iskra teen uz podršku Slovenskog društva Cankar.
Strojarski fakultet Sveučilišta u Sarajevu mu je posmrtno, kao i drugim studentima, palim u obrani grada Sarajeva i BiH, dodijelio Spomen diplomu. Općina Centar Sarajevo dodijelila je Plaketu sa zlatnim ljiljanima, a ime mu je s brojnim poginulim borcima upisano na memorijalnom obilježju MZ Koševsko brdo. U naselju Azići su gradske institucije grada dale novoj ulici Janovo ime.
Sportska dvorana u Sarajevu ponijet će ime Jana Doršnera.